# Tratado de Amistad, Alianza y Asistencia Mutua sino-soviético

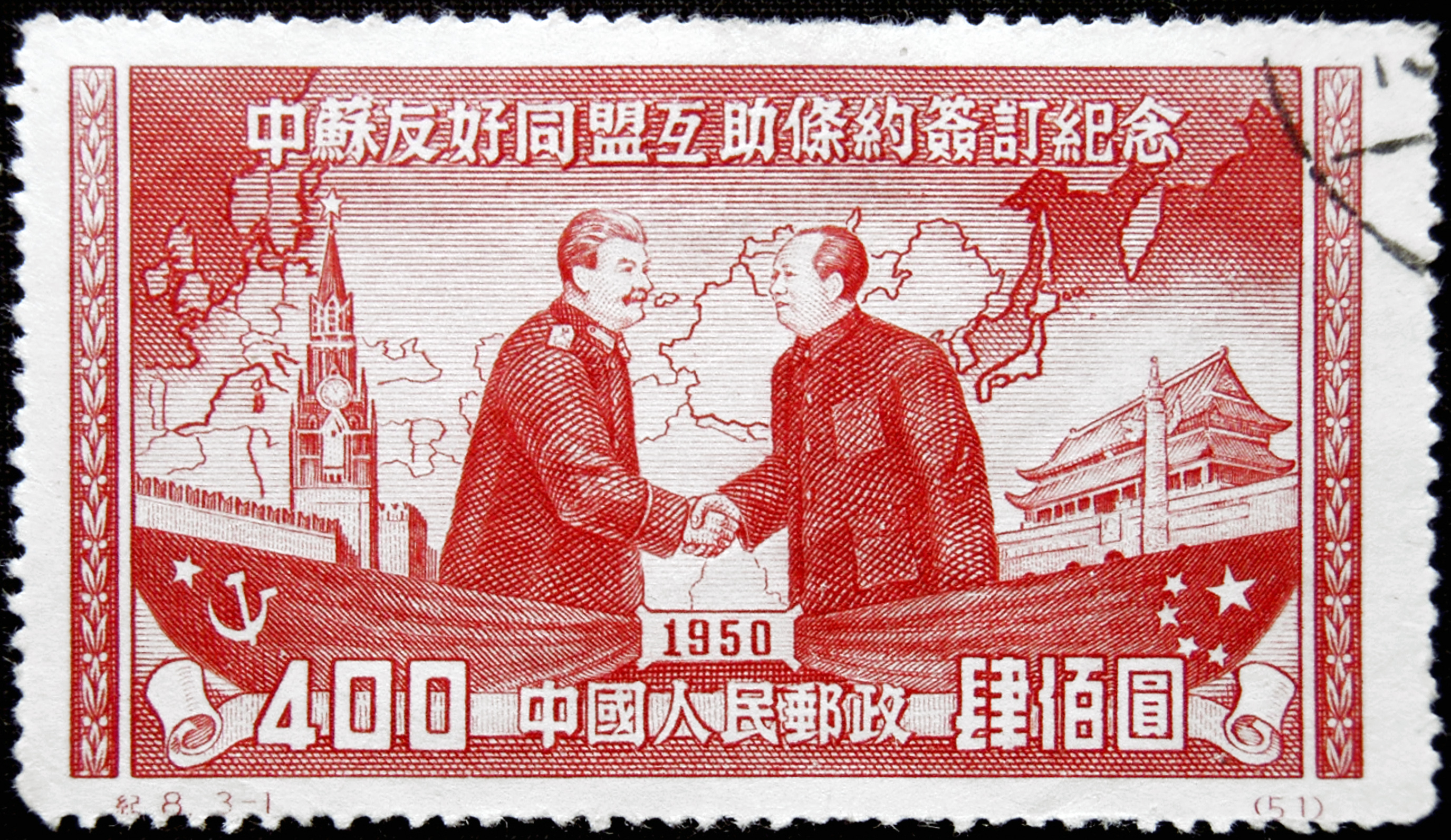
Sello chino que conmemora la firma del tratado.

El Tratado de Amistad, Alianza y Asistencia Mutua Sino-Soviético (chino simplificado: 中苏友好同盟互助条约; chino tradicional: 中蘇友好同盟互助條約; pinyin: Zhōng-Sū Yǒuhǎo Tóngméng Hùzhù Tiáoyuè) es el tratado de alianza celebrado entre la República Popular China y la Unión Soviética el 14 de febrero de 1950. Se basó en gran medida en el tratado anterior del mismo nombre que se había concertado entre la Unión Soviética y el gobierno nacionalista de China en 1945 y fue producto de largas negociaciones entre Liu Shaoqi y Iósif Stalin. Por sus términos, la Unión Soviética reconoció a la República Popular de China y recordó el reconocimiento de la República de China.
Mao viajó a la Unión Soviética para firmar el tratado después de que se hubieran concluido los detalles, una de las dos veces que viajó fuera de China en su vida. El tratado abordó una serie de temas como los privilegios soviéticos en Xinjiang y Manchuria. Específicamente, el ferrocarril chino del este y los puertos de Dalián y Lushun se devolverían a China. Uno de sus puntos más importantes fue la provisión de un préstamo de 300 millones de dólares por parte de la Unión Soviética a la República Popular China, que había sufrido económica y logísticamente por más de una década de guerra intensa. El tratado no impidió que las relaciones entre Pekín y Moscú se deterioraran drásticamente a finales de los años cincuenta y principios de los sesenta, en el momento de la ruptura sino-soviética.
Después de la expiración del tratado en 1979, Deng Xiaoping quería que China no negociara con los soviéticos a menos que estuvieran de acuerdo con las demandas de China. En ese sentido, los soviéticos se retiraron de Afganistán, retiraron sus tropas de Mongolia y las fronteras chino-soviéticas y dejaron de apoyar la invasión de Camboya por Vietnam. La expiración del tratado permitió a China atacar Vietnam, un aliado soviético, en la tercera guerra de Indochina como respuesta a la invasión de Camboya por Vietnam, ya que el tratado había impedido que China atacara a los aliados soviéticos.